# Xantusia bolsonae
Xantusia bolsonae är en ödleart som beskrevs av den engelske botanikern Philip Barker Webb 1970. Xantusia bolsonae ingår i släktet Xantusia, och familjen nattödlor. IUCN kategoriserar arten globalt som otillräckligt studerad. Inga underarter finns listade.

## Utbredning
Xantusia bolsonae förekommer endemiskt i delstaten Durango i centrala Mexiko. Arten gömmer sig ofta i bergssprickor. I utbredningsområdet finns glest fördelade växter av palmliljesläktet (Yucca).